# Wanderley Mariz
Vigolvino Wanderley Mariz, más conocido como Wanderley Mariz (Caicó, 2 de noviembre de 1940- Natal, 2 de julio de 2020) fue un político y abogado brasileño del estado de Río Grande del Norte.

## Carrera
Antes de dedicarse a la política, Mariz asistió a la Universidad Federal Fluminense y se graduó en Derecho.
En 1974 fue elegido miembro de la Cámara de Diputados de Brasil en representación de su estado natal Río Grande del Norte. Cumplió su primer mandato entre 1975 y 1979. En 1978 fue reelegido diputado federal del estado, permaneciendo en el poder entre 1979 y 1983.
En 1982 fue reelegido para su tercer y último mandato como diputado Federal, oficiando entre 1983 y 1987. En 1986 se postuló para el Senado Brasileño representando a Río Grande del Norte, pero no consiguió suficientes votos para ser elegido. Entre 1987 y 1989 trabajó como Secretario del Interior y de Justicia de su estado natal tras ser nombrado por el Gobernador Geraldo Melo.
En 2008 se postuló al cargo de alcalde del municipio de Caicó, sin lograr ser elegido.

## Plano personal y fallecimiento
Su padre, Dinarte Mariz, que también era político, ocupó varios puestos políticos de prestigio, como Gobernador (1956-1961) y senador (1955-1956 y 1963-1984), ambos de Río Grande del Norte.
El 27 de junio de 2020 fue ingresado en el hospital de Natal a causa de la COVID-19. Falleció unos días después, el 2 de julio, a la los setenta y nueve años debido a complicaciones derivadas de la enfermedad mencionada.